# Isaak Rubin
Isaak Illich Rubin (em russo:  Исаа́к Ильи́ч Ру́бин; 12 de junho de 1886 – 27 de novembro de 1937) foi um advogado e economista russo e é considerado um dos mais importantes intérpretes da teoria do valor de Karl Marx.

Na juventude Rubin associou-se ao Bund e, mais tarde, aos mencheviques. Retirou-se da política em 1924, tornando-se um pesquisador do Instituto Marx-Engels em 1926. Esse Instituto foi criado e dirigido por David Riazanov, que foi perseguido por Joseph Stalin a partir de 1930. Naquele ano, Rubin foi preso e acusado de participar de um complô anti-revolucionário liderado por mencheviques. Foi condenado a cinco anos de prisão, tendo permanecido confinado até 1934. Em 1937, no contexto do Grande Expurgo, foi novamente preso e sumariamente executado. 

A obra mais conhecida de Rubin são seus ensaios sobre A teoria marxista do valor, originalmente publicados em 1923. Rubin enfatiza a importância da teoria do fetichismo para a compreensão do argumento econômico d'O Capital. Posteriormente, ele publicou também um volume de História do pensamento econômico.

## Referencias bibliográficas
1. ↑  Cerqueira, Hugo. David Riazanov e a edição das obras de Marx e Engels. Economia, v. 11, p. 199-215, 2010.
2. ↑  Paula, J. A.; Cerqueira, H.. Isaac I. Rubin e sua história do pensamento econômico. Belo Horizonte: Cedeplar-UFMG, 2013.
3. ↑  Rubin, Isaak Illich. A teoria marxista do valor. São Paulo: Brasiliense, 1980
4. ↑  Rubin, Isaak Illich. História do pensamento econômico. Rio de Janeiro: Ed. UFRJ, 2014.